# Шесиватка
Шесиватка — река в Тверской и Смоленской областях России. Левый приток реки Кокошь (бассейн Днепра).
Длина реки — 14 км. Исток находится примерно в 4 км к юго-западу от бывшей деревни Бражники в Бельском районе Тверской области. В верховьях река течёт немного на запад, далее течёт на юг. В средней части по реке проходит граница областей. В низовьях река протекает по Холм-Жирковскому району Смоленской области и впадает в Кокошь в 1,7 км к северо-северо-западу от малой деревни Терешино.
Бассейн реки почти полностью покрыт лесом, населённых пунктов нет.
Основной приток — Заполик (правый, в нижнем течении).